# 林應訓
林應訓（1536年—？），字子啓，號雲源，福建福州府懷安縣人，民籍，明朝政治人物。

## 生平
隆慶四年（1570年）庚午科福建鄉試第七名舉人，五年（1571年）中式辛未科會試第一百二十名，三甲第五十名進士。通政司觀政，授南昌縣知縣，萬曆三年（1575年）七月選授南京廣東道試監察御史，四年八月實授，五年巡按南直隶下江兼管水利，开浚吴淞江中段水利，张居正死後，十年十二月调升南京尚宝司卿。十二年二月，江西道试御史李载阳参南京尚宝司卿林应训原任南京御史时，曲事要津，潜通厚贿，并数其罪恶显著者五事，诏削应训籍。

## 家族
曾祖林實；祖父林默；父林世靈，巡檢。母葉氏。永感下。兄林應詔、林應試，弟林應誥。